# アラナ・ブランチャード

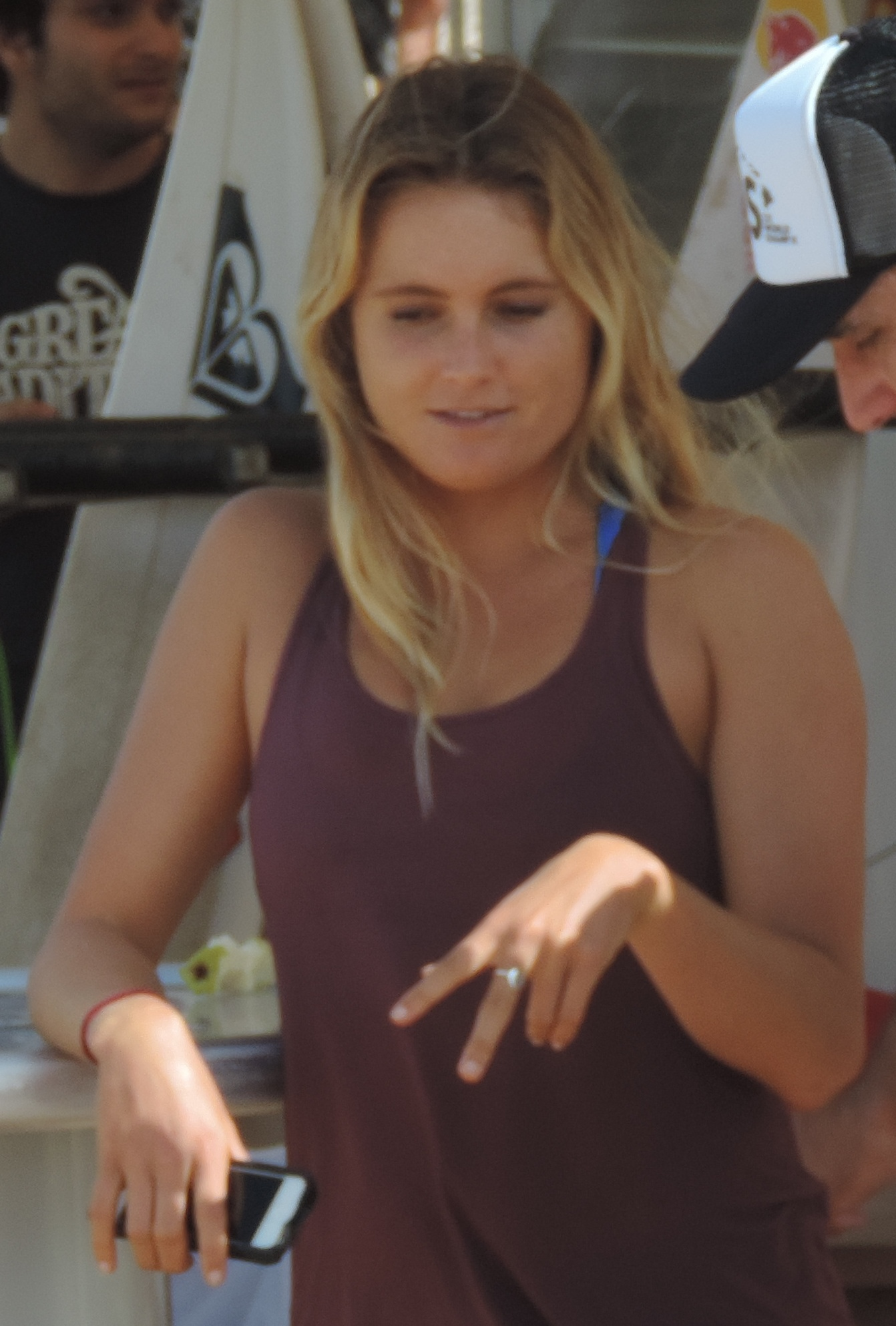
アラナ・ブランチャード。2013年撮影

アラナ・ブランチャード（Alana Blanchard、1990年3月5日 - ）は、アメリカ合衆国の女性サーファー。ハワイ州カウアイ島出身。
隻腕のサーファーとして知られるベサニー・ハミルトンの親友であり最大のライバル。映画ソウル・サーファーではロレイン・ニコルソンが演じている。
ASPワールドツアーに参戦するプロサーファーとして活躍する傍らで水着モデルとしても活動している。